# José Chatruc
José Chatruc (ur. 9 listopada 1976 w Buenos Aires) – argentyński piłkarz pochodzenia ukraińskiego, grający na pozycji pomocnika.

## Kariera piłkarska

### Kariera klubowa
Wychowanek klubu Tiro Federal Rosario. W 1995 rozpoczął karierę piłkarską w CA Platense. W 1999 przeszedł do Racing Club de Avellaneda, a w 2002 do San Lorenzo. W następnym roku wyjechał do Szwajcarii, gdzie bronił barw Grasshoppersa. Ale klub grał o utrzymanie w najwyższej lidze, dlatego po pół roku przeniósł się do Ekwadorskiego Barcelona SC, a w 2005 powrócił do Argentyny, gdzie został piłkarzem Estudiantes La Plata. Potem występował w klubach Quilmes Atlético Club i CA Banfield. W 2007 powrócił do Racing Club, a w 2009 do Tiro Federal Rosario.

## Sukcesy i odznaczenia

### Sukcesy klubowe
- mistrz Argentyny: 2001 (Apertura)
- zdobywca Copa Sudamericana: 2002